# Никифор (Балтадзис)
Архиепи́скоп Ники́фор (греч. Ἀρχιεπίσκοπος Νικηφόρος, в миру Николаос Балтадзис, греч. Νικόλαος Μπαλτατζής; род. 1 июня 1944, Ксанти) — бывший архиерей Иерусалимской православной церкви, бывший архиепископ Ашкелонский.

## Биография
В 1961 году прибыл в Иерусалим. Закончил патриаршую школу в Иерусалиме.
Прислуживал в храме Гроба Господня в Иерусалиме. 15 июня 1962 года принял монашество, 24 июня 1962 года был рукоположён во иеродиакона, а 2 июля 1964 года — во иеромонаха, с послушанием при патриаршей школе в Иерусалиме. 12 сентября 1967 года возведён в достоинство архимандрита и назначен священником для общин в Хайфе (1967—1969) и Лидде (1969—1970).
После возвращения из США в 1980 году он служил на различных послушаниях в патриархате, включая должность скевофилакса храма Гроба Господня с 1985 по 1988 год.
25 февраля 1988 года решением Священного синода избран епископом Константийским, а 13 марта в кувуклии храма Гроба Господня в Иерусалиме состоялась его епископская хиротония, которую совершил патриарх Иерусалимский Диодор с сонмом архиереев Иерусалимского патриархата. Служил как патриарший представитель в Ирбиде (Иордания) с 1988 по 1989 год.
После конфликта с патриархом Диодором, 18 октября 1994 года извержен из сана. 10 апреля 2006 года извержение было отменено, и 11 мая 2006 года решением Священного синода он был возведён в сан архиепископа Ашкелонского, но 15 декабря 2014 года вновь был извержен из сана.